# Joona Toivio
Joona Toivio, né le 10 mars 1988 à Sipoo en Finlande, est un footballeur international finlandais. Il évolue comme défenseur central.

## Biographie

### En club

#### Jeunesse
Plus tôt dans sa carrière, il s'entraîna avec l'équipe première de l'HJK Helsinki avant d'avoir effectué un essai à Manchester United. Bien que cela se soit avéré infructueux, il a ensuite signé pour l'AZ Alkmaar. Il n'a pas fait une seule apparition au cours de ses deux années avec l'AZ et effectua un prêt avec le SC Telstar avant de décider de signer pour le club suédois du Djurgårdens IF en janvier 2010.

#### Molde FK
Le 13 mars 2013, Toivio signa pour le club norvégien du Molde FK, en remplacement de Vegard Forren partant pour le Southampton FC. Le 23 novembre 2013, il fut remplaçant lors de la finale de la Coupe de Norvège 2013 remportée contre le Rosenborg BK. Molde atteindra également la finale de la Coupe de Norvège l'année suivante, et cette fois-ci  Toivio débuta le match et  Molde fut de nouveau couronné champion, avec une victoire 2-0 contre l'Odds BK.

#### BK Häcken
En 2018, après avoir quitté le club polonais du Termalica Nieciecza, Joona Toivio signa pour le club suédois du BK Häcken. Il fit ses débuts en compétition pour le club le 19 août 2018 lors d'une victoire 2-0 à l'extérieur contre le GIF Sundsvall, enregistrant une passe décisive sur le but d'Alexander Jeremejeff à la 54e minute. Le 30 mai 2019, Toivio marqua pour Häcken lors de la finale de la Svenska Cupen 2019, une victoire convaincante 3-0 face à l'AFC Eskilstuna. Au cours de la saison de l'Allsvenskan 2020, Tovio joua chaque minute pour Häcken alors que le club termina à la troisième place du championnat et se qualifia pour le deuxième tour de la Ligue de conférence Europa. Häcken atteignit la finale de la Svenska Cupen 2021 où Häcken affronta le Hammarby IF à la Tele2 Arena le 30 mai 2021. Après avoir terminé 0-0 après prolongation, le match est allé aux tirs au but, Toivio a converti son coup de pied mais Häcken perdit 4–5 dans la séance ayant pour seul tir raté, le tir de Bénie Traoré.

### En sélection
Joona Toivio honora sa première sélection en équipe de Finlande le 9 février 2011 lors d'un match amical face à la Belgique. Le match se soldera par un match nul 1-1. 
Il est par la suite membre des 26 joueurs sélectionnés par Markku Kanerva pour disputer l'Euro 2020, première compétition internationale officielle de l'histoire pour les finlandais. Le 12 juin 2021, il est titulaire pour le premier match de la Finlande à l’Euro 2020. Cette rencontre sera malheureusement célèbre pour avoir vu le malaise cardiaque de Christian Eriksen. Raitala disputera la totalité des matchs du tournoi face à la Russie (défaite 0-1) , la Belgique (défaite 0-2) et le Danemark donc. Les finlandais sortiront dès la phase de poules.
Le 16 novembre 2021, il annonça sa retraite internationale après un match face à l'équipe de France comptant pour les éliminatoires de la Coupe du monde 2022.

## Palmarès
- Molde FK
  - Champion de Norvège en 2014
  - Vainqueur de la Coupe de Norvège en 2013 (en) et 2014 (en)

- BK Häcken
  - Vainqueur de la Coupe de Suède en 2019